# Los Tres Puros

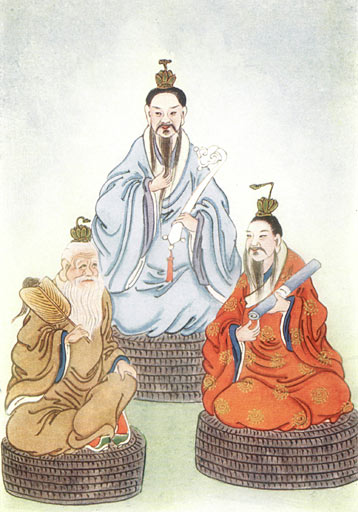
Los Tres Puros.

Los Tres Puros (chino: 三清, pinyin: Sān Qīng, Wade-Giles: San Ch'ing) es el nombre por el que se conoce en la tradición y mitología china a las principales manifestaciones o formas 
en que se presenta la energía celestial primordial del Tao; que son representadas en las tres principales deidades taoístas. Siendo estás Deidades consideradas como la manifestación pura del Tao y el origen del universo y de todos los seres sintientes; es decir son considerados como manifestaciones Divinas de los diferentes aspectos del Tao y son venerados en el panteón taoísta como Dioses supremos. Estos tres Dioses son:
- El Puro de Jade (玉清, Yù Qīng, Yu ch'ing), también conocido como Yuanshi Tianzun, "Venerable Celeste del Comienzo Original", o el "Celestial Anciano del Origen Primigenio". Siendo el primero (el uno) de la Trinidad taoísta.
- El Puro Superior (上清, Shàng Qīng, Shang Cch'ing), también conocido como Lingbao Tianzun (灵宝天尊, 靈寶天尊, Língbǎo Tiānzūn), "Venerable Celeste del Tesoro Sublime" o el "Celestial Anciano del Tesoro Espiritual". Siendo el Segundo (el Dos) de la Trinidad taoísta.
- El Gran Puro (太清, Tài Qīng, T'ai Ch'ing), también conocido como Daode Tianzun (道德天尊, Dàodé Tiānzūn), "Venerable Celeste del Tao y su virtud", o el "Celestial Anciano de la Virtud de Tao", y como "Taishang Laojun" (太上老君, Tàishàng Lǎojūn), "Supremo Señor Lao", ya que es el título honorífico de Lao-Tse (Laozi) divinizado. Siendo el Tercero (el Tres) de la Trinidad taoísta; el cual vino a este mundo como Lao-Tse a revelar los textos y enseñanzas del Tao a los seres sintientes.

Del clásico taoísta Tao Te Ching, se sostiene que:

"El Tao produjo Uno; Uno produjo Dos; Dos produjo Tres; Tres produjo los "10000 seres" (Todas las cosas y seres existentes)". (Cap. 42)

## Los tres cielos superiores, y el origen del término
Las Tres Purezas o Tres Claridades (chino: 三清; pinyin: Sān qīng; Wade: San Ch'ing; EFEO: San Ts'ing) o en japonés Sansei (三清) originalmente se referían a los tres cielos superiores del taoísmo, llamados:
- Yuqing 玉清 "Pureza de jade"
- Shangqing 上清 "Alta Pureza"
- Taiqing 太清 “Pureza Suprema”

Esto cielos están ubicados inmediatamente debajo del Daluo tian (大罗天), la "Gran Bóveda Celestial". En estos tres cielos residen deidades e inmortales encargados de la custodia de las escrituras taoístas y las instrucciones sagradas, reveladas en ocasiones en beneficio de la humanidad doliente. Así, los que tienen un Qì puro y ligero suben a los cielos, y los que tienen una gran turbidez descienden a la tierra. Estos cielos están ubicados en diferentes niveles, por lo cual, mientras más alto sea el nivel de los cielos, más prestigioso es el estatus del cielo, e importante la deidad que lo gobierna.
Posteriormente, los Tres Cielos de la "Pureza" Yuqing, Shangqing y Taiqing se asociaron más tarde con los tres dioses primordiales supremos del taoísmo (como dioses celestiales de estos cielos), y con los tres conjuntos de escrituras conocidas como las Tres Cuevas (sandong 三洞). El primer texto que realiza esta asociación es el “Libro de los espíritus que dan vida” (shengshen jing 生神经), que data de principios del siglo III.
Así desde esa época, el término sanqing 三清 comenzó a ser utilizado para designar principalmente a la Energía Celestial Primordial representada en los tres dioses principales del panteón taoísta. El término será entonces traducido como los “Tres Puros”.
Esta presentación ternaria de los cielos, deidades, Escrituras y varios otros conceptos no pertenece a una corriente doctrinal particular sino que corresponde a un deseo de una presentación sintética de la multiplicidad de prácticas y doctrinas taoístas desarrolladas en la época de las Seis Dinastías. El deseo de sincretismo presente en el taoísmo fue particularmente fuerte en la época de la dinastía Tang.

## Características
En general, los eruditos taoístas están de acuerdo en que:
- La expresión de Tao produjo Uno significa que Wuji produjo Taiji (Tao se convirtió en uno, es decir, se manifestó en una forma).

- La expresión de Uno produjo Dos significa que Taiji produjo el Yin y Yang [o Liangyi (兩儀) en términos escolásticos] (Tao originó la polaridad, donde el Uno se divide en dos principios opuestos pero complementarios e interrelacionados, como el yin y el yang).

- La expresión de Dos produjo Tres se refiere al proceso de la manifestación de la multiplicidad, donde los dos principios se combinan de diversas formas para posteriormente poder generan a los "10000 seres" (todas las cosas y seres existentes en el universo). Sin embargo, el tema de cómo Dos produjo Tres sigue siendo un debate popular entre los eruditos taoístas. La mayoría de los eruditos creen que tres se refiere a la interacción que se produce entre el Yin y Yang, con la presencia de Chi, o fuerza vital.

En el taoísmo religioso se explica a través del mito de la creación cómo el Tao produce el Uno, el Dos y el Tres:
- El Tao produce Uno: (Wuji produce Taiji), representa el Gran Tao materializado, representado por Hundun (chino :混沌無極元始天王; pinyin: Hùndùn Wújí Yuánshǐ Tiānwáng, "Rey Celestial del Comienzo Primordial Caótico Interminable"). Se habría manifestado en un momento de la pre-Creación, cuando el Universo aún era nulo y el cosmos estaba en desorden; siendo el primero de la Trinidad Taoísta, Yuánshǐ Tiānzūn. Él supervisa la fase más temprana de la Creación del Universo y, en adelante, se lo conoce como Dàobǎo (道寶) "Tesoro del Tao".

- El Uno produce Dos: (Taiji produce Yin Yang), Yuanshi Tianzun se manifiesta en Lingbao Tianzun, quien separó el Yang del Yin, lo claro de lo turbio, y clasificó los elementos en sus grupos legítimos. Por lo tanto, también se le conoce como Jīngbǎo (經寶) "Tesoro de la Ley/Escritura". Si bien Jīng en la comprensión popular significa "escrituras", en este contexto también significa "atravesar" [la fase de la Creación] y las Leyes de la Naturaleza de cómo deben ser las cosas.

- El Dos produce Tres: En la fase final de la Creación, Daode Tianzun se manifiesta desde Língbăo Tiānzūn para traer civilización y predicar la Ley del Tao a todos los seres vivos. Por lo tanto, también se le conoce como Shībǎo (師寶) "Tesoro del Maestro".

## Representación como deidades
Como los Tres Puros son manifestaciones de la Energía Celestial Primordial (deidades primordiales), que realmente no tienen forma, pero para ilustrar su papel en la Creación; a menudo se los representa como deidades ancianas vestidas con los tres colores básicos de los que se originaron todos los colores: rojo, azul y amarillo (o verde). Cada uno de ellos se aferra a un objeto divino asociado a su tarea. 
- Yuánshǐ Tiānzūn generalmente se representa sosteniendo la Perla de la Creación, lo que significa su papel en la creación del Universo a partir del vacío y el caos.

- Lingbao Tianzun se le representa sosteniendo un Ruyi (cetro) que representa la autoridad: lo que significa la segunda fase de la Creación donde el Yang se separó del Yin y la Ley de las Cosas se ordenó en su lugar. Lingbao Tianzun luego tomó asiento a la izquierda de Yuanshi Tianzun.

- Daode Tianzun se representa con un abanico que simboliza la finalización de la Creación, y el acto de abanicar representando la difusión del Tao a toda la Humanidad. Cuando todo estuvo completo, Daode Tianzun ocupó su lugar a la derecha  de Yuanshi Tianzun.